# Andrijivský uzviz
Andrijivský uzviz (ukrajinsky Андріївський узвіз, v doslovném překladu Ondřejův sestup či sjezd) je ulice v centru Kyjeva, která propojuje staré město s městskou částí Podil. Ulice začíná na Kontrakovém náměstí a na konci se rozdvojuje do ulic Vladimírská a Desátní. Měří 735 metrů a je jedno z nejnavštěvovanějších míst Kyjeva.
Na ulici se nachází spousta památek a starých budov například Hrad Richarda Lví srdce, chrám svatého Ondřeje z 18. století ve stylu ukrajinského baroka či dům ruského básníka Michaila Bulgakova. Ulice je také městská a národní památka Ukrajiny.

## Popis
Ulice začíná nedaleko u barokního chrámu svatého Ondřeje, po kterém je ulice pojmenována, na Starokyjevské hoře, kde dále ulice sestupuje dolů do čtvrti Podil nedaleko Kontraktova náměstí. Na ulici se nacházejí různá divadla, obchody, restaurace a muzea, které často navštěvují turisté. Pořádá se zde den Kyjeva i jiné festivaly. Ulice ale stále má více než 100 let starý vodovodní systém u kterého se plánuje rekonstrukce.

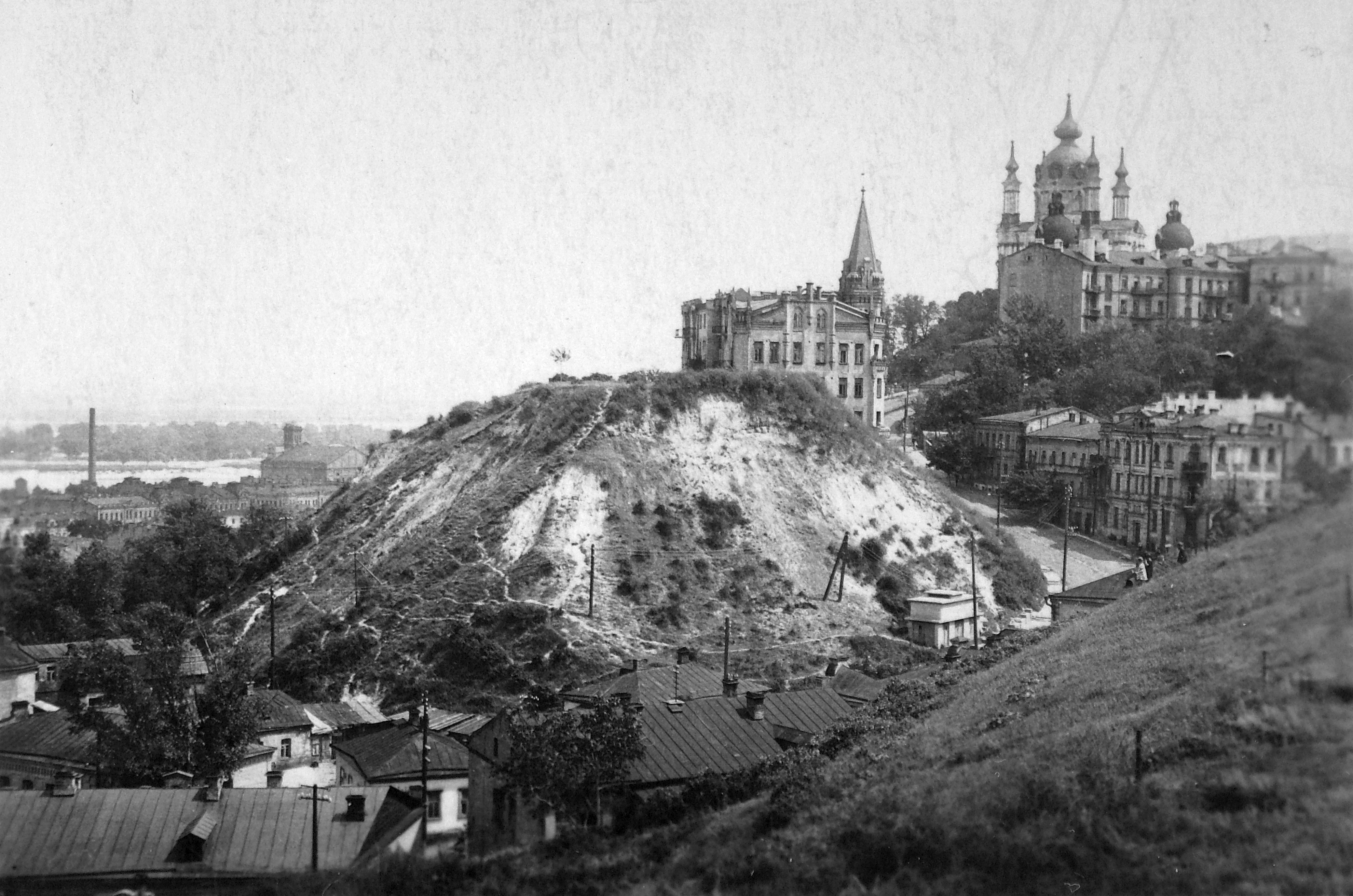
Ulice po roce 1904

## Historie
Na místě ulice zde dříve stál Boričev uvoz (starorusky Боричев увоз), který byl zmíněn v díle Slovo o pluku Igorově od Nestora. Pozdější bezejmenná ulice byla nejrychlejší cestou od starého kyjevského hradu do ekonomického centra města jménem Podil. Kvůli své strmé topografii se zde začaly objevovat dřevěné domy až v 17. století. Samotná ulice vznikla v 18. století po dostavbě chrámu svatého Ondřeje, kdy se zde vybudovaly i první kamenné domy. Roku 1711 byla ulice rozšířena pro lepší průjezd vozů mezi destinacemi.
V roce 1920 byla ulice přejmenována na počest mladého revolucionáře Gregorije Livera, po druhé světové válce se ale ulici vrátil její původní název na Adrejevský spusk, což je v ruštině Andrijivský uzviz. V 80. letech prošly fasády ulice výraznou rekonstrukcí.
V dubnu 2012 se naproti domu č. 13 legálně zbouraly tři budovy pod záměrem rekonstrukce od ukrajinského oligarchy Rinata Achmetova. Poté se ukázalo, že Rinat zde chtěl postavit nový modernistický kancelářský komplex. Po protestech, kterých se zúčastnil i dnešní starosta Kyjeva Vitalij Kličko, Rinat slíbil, že zachová původní fásády zbořených budov č. 10a, 10b a 9. Po pádu Sovětského svazu se na ulici otevřely nová divadla, kavárny, obchody a muzea.

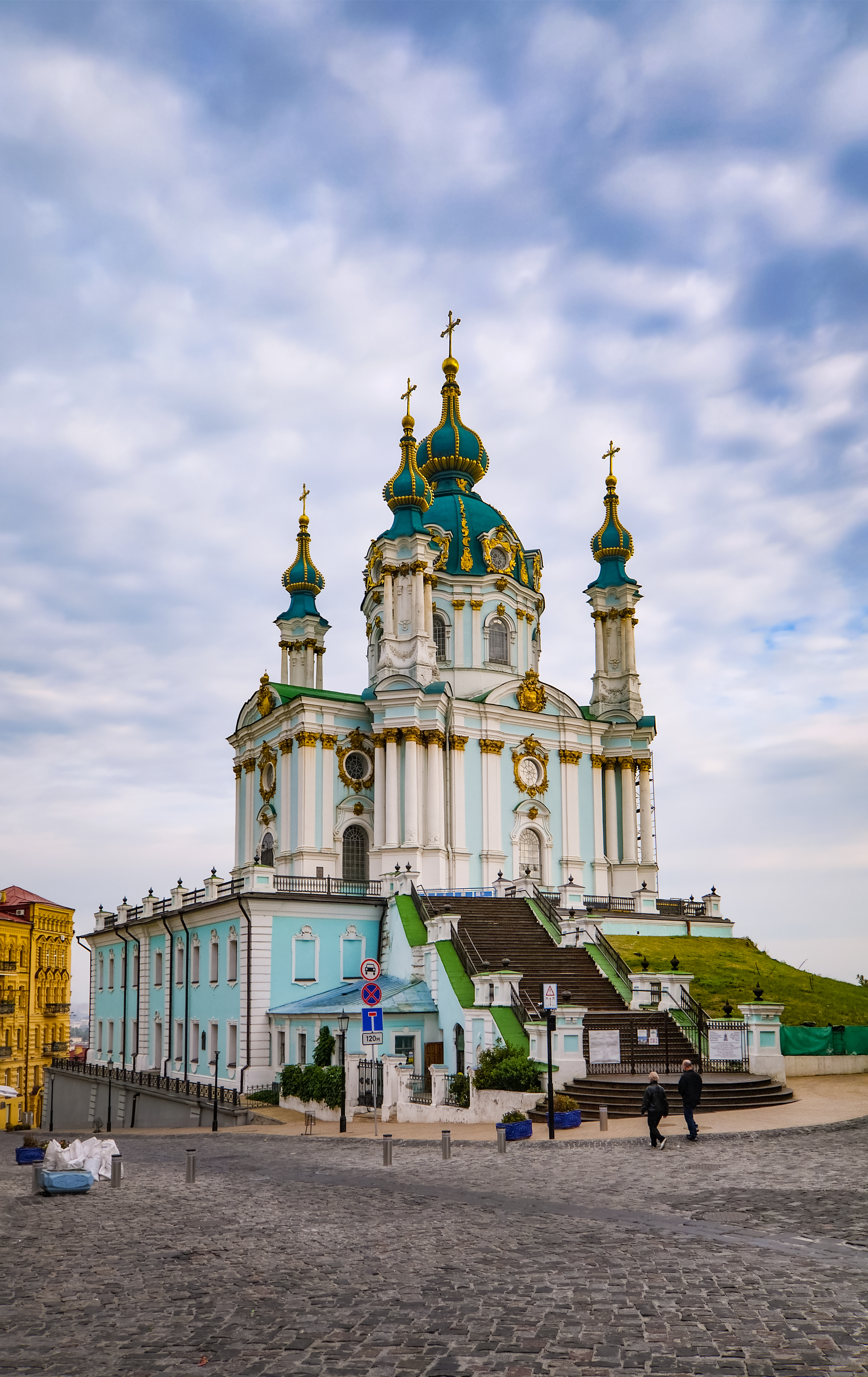
Chrám svatého Ondřeje na vrcholu ulice

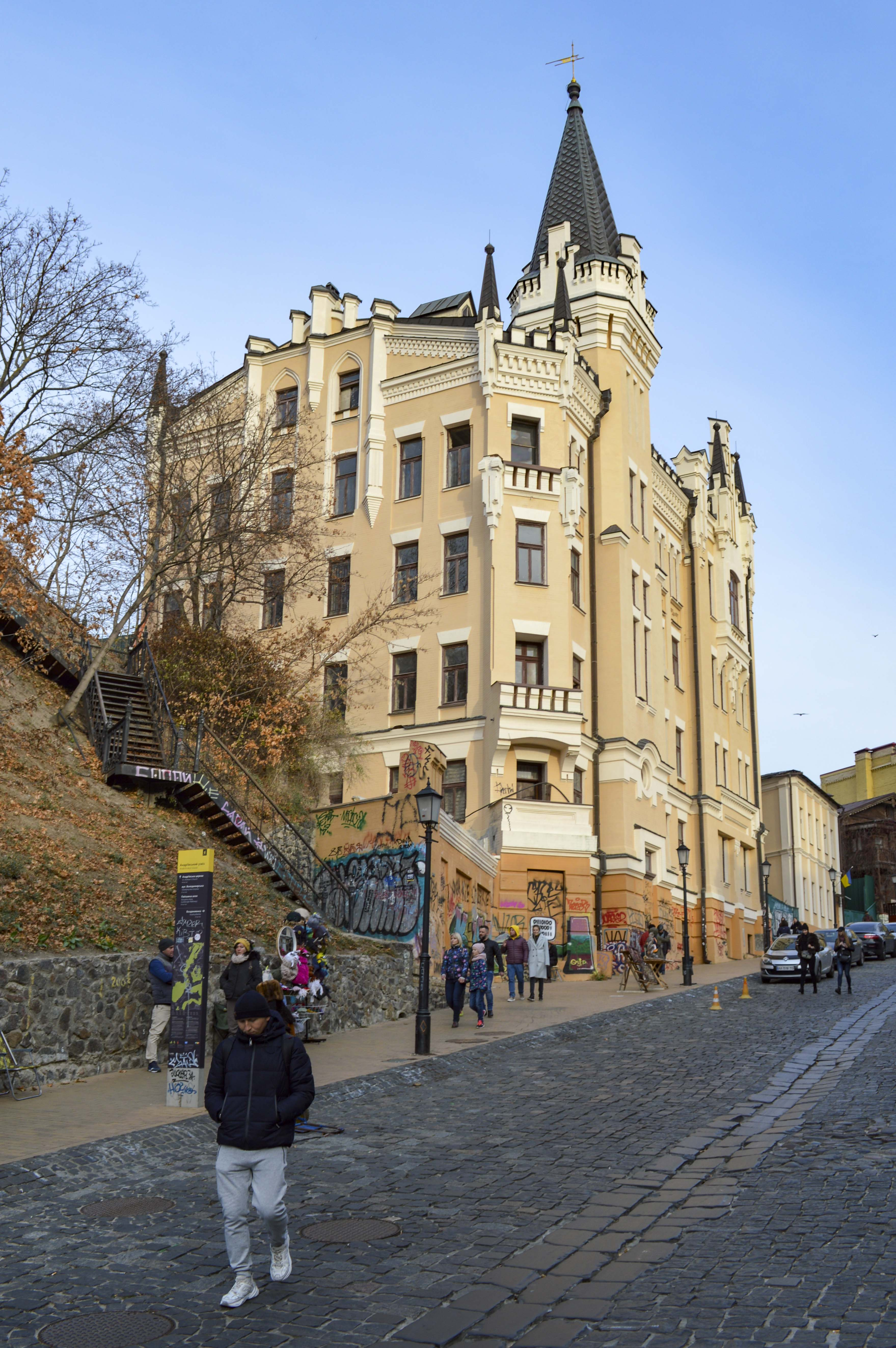
Hrad Richarda Lví srdce

## Památky
Na ulicí se nachází mnoho památek a muzeí, hlavní památkou je barokní chrám svatého Ondřeje či dům ruského básníka Michaila Bulgakova ve kterém sídlí i samotné muzeum básníka. Nachází se zde i Hrad Richarda Lví srdce, Muzeum jedné ulice, která dokumentuje historii uzvizu a mnoho dalších soch, budov a památných desek

### Chrám svatého Ondřeje
Na nejvyšším bodě ulice stojí barokní chrám svatého Ondřeje postavený v 18. století. Nápad na výstavbu chrámu měla sama carevna Kateřina I., která při návštěvě Kyjeva v letech 1747 až 1754 položila první stavební cihlu svou vlastní rukou, poté co začala výstavba chrámu dle plánu architekta Bartolomea Rastrelliho.
Jelikož se carevna plánovala osobně starat o chrám, sám tím pádem neměl farnost a není zde ani zvonice, která by svolávala věřící k bohoslužbám. Carevna ale zemřela před dokončením stavby, takže chrám ní nikdy pečován nebyl. Kyjevský dvůr se o udržování kostela, který byl posvěcen v roce 1767, nezajímal. Později nebyl ani dostatek finančních prostředků na údržbu kostela, a tak se péče o kostel svěřil soukromým a dobrovolným fondům, jako je například fond Andreje Muravjova.
V roce 1963 díky nálezu původních plánu chrámu od Bartolomea Rastrelliho ve Vídni se mohl chrám rekonstruovat do původní podoby v jaké byl v 18. století. Od roku 1968 slouží chrám jako muzeum věnované jeho historii.

### Muzeum Michaila Bulgakova (dům č. 13)
Jedna z rezidencí rodiny Michaila Bulgakova zde na Adrijivském uzvizu byl dům č. 13. Tento dům a ulici, během ruské revoluce, popisuje ve svém románu Bílá garda. Dům č. 13 je spíše nazýván jako Muzeum Michaila Bulgakova či neoficiálně i Dům Poštmistra, kde na fasádě domu se nachází pamětní deska daného spisovatele a uvnitř domu muzeum.
Muzeum spisovatele bylo otevřeno na 100 výročí jeho narození 15. května 1991. Vrchní patro obsahuje různé objekty u dob života samotného básníka a spodní patro obsahuje tematické expozice o básníkovi. Dům byl postaven v roce 1888 a byl navrhnut architektem Gardeninem, před otevřením muzea byl dům lehce rekonstruován.

### Hrad Richarda Lví srdce
Hrad Richarda Lví srdce je dům, který byl postavený mezi lety 1902 až 1904. Dům se měl dříve jmenovat Orlův dům, dle jeho zadavatele výstavby Dmitrije Orlova, ale po skandále mezi Orlovem a městskou radou, se rozhodl spisovatel Viktor Někrasov přejmenovat budovu na Hrad Richarda Lví srdce, na počest krále Richarda I., který se objevoval v jeho knize. Fasáda domu obsahuje okopírované prvky novogotiky z Petrohradu.
Budova byla využívaná jako kadeřnictví, obchod s potravinami a řeznictví společně s byty. Po smrti Orlova, se jeho žena rozhodla dům prodat. Po rekonstrukci v roce 1983 se zde rozhodlo vybudovat hotel, ale po rozpadu sovětského svazu zůstává budova prázdná i po několika pokusech o rekonstrukci.

### Muzeum jedné ulice
Muzeum jedné ulice je nejnavštěvovanější muzeum na ulici. Muzeum obsahuje expozice o historii Andrijivského uzvizu a také o dílech různých autorů, např. Michaila Bulgakova. Muzeum obsahuje rozsáhlou kolekci starých plánů budov na ulici, či starých knih od absolventů Kyjevsko-Mohyljanské akademie.

### Sochy
Na ulici se nachází čtyři sochy, nejstarší je replika sochy Jaroslava moudrého držící model katedrály svaté Sofie, poté je zde i originál prvního pomníku Tarasa Ševčenka z města Romny, poté sousoší dvou hlavních postav z divadelní komedie Za dvěma zajíci napsanou Mychajlem Staryckým a nejnovější sochou je památník Michailovi Bulgakovi.

## Legendy
Jedna legenda praví, že když se svatý Ondřej dostal do neobydlených hor uprostřed toku řeky Dněpr (dnešní oblast Horního města a horní začátek ulice), vztyčil kříž na vrcholu kopce, kde začíná uzviz, a předpověděl založení velkého křesťanského města. Od té doby v okolí vznikaly dřevěné kostely, dokončující jeho proroctví.
Druhá legendy praví, že kdysi existovalo moře tam, kde nyní teče řeka Dněpr. Když svatý Ondřej přišel do Kyjeva a vztyčil kříž na místě, kde nyní stojí chrám svatého Ondřeje, moře ustoupilo. Jediná část, která z moře zůstala, je pod horou, na které dnes Kyjev leží. Když byl chrám postaven v 18. století, pramen se otevřel pod oltářem. Chrám nemá žádné zvony, protože podle legendy, když zazní první zvon, voda může opět oživit a zaplavit levý břeh Kyjeva.